# Hernando Yepes Arcila
Hernando Yepes Arcila (Génova, 6 de octubre de 1942-Bogotá, 19 de septiembre de 2023) fue un abogado, jurista y político colombiano.

## Biografía
Nació en Génova Quindío. Estudió derecho en la Universidad de Caldas. Su trayectoria comenzó como secretario general en la misma universidad donde estudió, secretario general de la gobernación de Caldas y consejero de la embajada de Colombia en Italia.
Su trayectoria como jurista empezó como magistrado de la Corte Suprema de Justicia de Colombia en la sala constitucional, magistrado de la sala administrativa del Consejo Superior de la Judicatura, primer presidente de ese despacho judicial, presidente de la sala administrativa del Consejo de Estado, conjuez de la ala de lo contencioso administrativo.
Fue miembro de la Asamblea Nacional Constituyente para la constitución vigente desde 1991 por el Partido Conservador, ministro de Trabajo y Seguridad Social durante el gobierno de Andrés Pastrana. Fue docente de derecho constitucional, general y jurisprudencial en las Universidad del Rosario, Universidad Cooperativa de Manizales y Pontificia Universidad Javeriana este último fue decano de la facultad. 
El 19 de septiembre de 2023 falleció tras sufrir complicaciones de una isquemia cerebral durante sus últimos años.